# Dole, Vernberk
Dole (nemško Duel) je naselje v Občini Vernberk v Okraju Beljak-dežela na Koroškem v Avstriji.